# Clambus elgonicus
Clambus elgonicus là một loài bọ cánh cứng trong họ Clambidae. Loài này được Jeannel & Paulian miêu tả khoa học đầu tiên năm 1945.